# مراد بك تارديتش
مراد بك تارديتش أو مراد بك تارديتش ( (بالكرواتية: Murat-beg Tardić)‏ أو مراد بك تارديتش ؛ أيضًا أمورات فايفودا  ) كان قائدا عثمانيًا .

## سيرة شخصية
ولد تارديتش لعائلة كرواتية في شيبينيك ،  حيث كان لديه أخ يدعى زورزي أو يوراي.   عندما كان شابا أصبح أسير حرب. بعد إطلاق سراحه اعتنق الإسلام  ودخل الجيش العثماني تحت قيادة غازي خسرو بك بصفته حاكمًا له، حيث ارتقى بسرعة في الرتب.   بصفته شريكًا مقربًا من غازي خسرو بك، قاد العديد من الفتوحات العسكرية ضد الجيش الكرواتي في شمال البوسنة وكرواتيا .   في عام 1528، قاد مراد بك غزو يايتسي . 
في عام 1536، كلف سليمان القانوني مراد بك تارديتش بـ 8000 رجل لمحاصرة قلعة كليس تحت قيادة بيتار كروتشيتش .  نجح في حصار كليس ، واحتلالها عام 1537  بسبب خدماته العسكرية تم تعيينه مسؤولاً عن كليس سنجق بلقب بك . بصفته أول سنجق باي في كليس، قام ببناء مسجد بارز في المدينة. 